# Jelling Statsseminarium
 Der er for få eller ingen kildehenvisninger i denne artikel, hvilket er et problem. Du kan hjælpe ved at angive troværdige kilder til de påstande, som fremføres i artiklen.

Jelling Seminarium er et kombineret lærer- og pædagogseminarium, som er en del af Professionshøjskolen University College Lillebælt.

## Historie
Jelling Seminarium blev oprettet i 1841 til uddannelse af lærere.
Det blev senere et statsseminarium.
Fra 1982 kom pædagoguddannelsen til. Samtidig med udvidelse af aktiviteterne ændrede seminariet i 2002 navn til CVU Jelling, som fire år senere fusionerede med syv andre uddannelsesinstitutioner i Trekantområdet og på Fyn under det fælles navn University College Lillebælt.

### Sløjd
Jelling Seminarium var et af de første lærerseminarier i Danmark, der tilbød undervisning i sløjd, idet der i 1890 var blevet bevilget et lille beløb til forsøgsundervisning i sløjd. Det var i H.S. Sørensens rektortid; men også de to efterfølgende rektorer, N.A. Larsen og Hemming Skat Rørdam, er navne inden for sløjdhistorien. Larsen var censor på Dansk Sløjdlærerskole, og Skat Rørdam var aktiv inden for Askov Skolesløjd og en årrække formand for Sløjdforeningen af 1902. Der har været sløjd, indtil faget blev afløst af materiel design i 2007.
I 1969 var det på tale at nedlægge Jelling Seminarium, men seminariet overlevede.
Alle danske seminarier er nu blevet formelt nedlagt og læreruddannelsen lagt ind under professionshøjskoler.
Seminariets bygninger står nu som UCL Campus Jelling, der er en del af UCL = Professionshøjskolen University College Lillebælt.

## Forstandere
Fra 1959 karakteriseres seminariers ledere som rektorer.
- 1841-1848 Peter Frederik Nielsen (1802-1876)
- 1849-1855 Carl Emil Kemp (1810-1855)
- 1856-1872 Hans Jørgen Marius Svendsen (1816-1872)
- 1873-1883 Jens Kristian Madsen (1839-1883)
- 1884-1899 Hans Sophus Sørensen (1856-1936)
- 1899-1903 N.A. Larsen (1860-1946)
- 1903-1920 Hemming Skat Rørdam (1872-1925)
- 1920-1941 Christian Peter Lindhansen Hasselbalch (1873-1960)
- 1942-1953 Jens Futtrup (1887-1961)
- 1953-1979 Johannes Brix (1909- )
- 1979- Marius Nørregaard (1924- )
- Ole Breinholdt
- Ole Grangaard Olesen
- Jørgen Juul (leder af læreruddannelsen fra 2002 til 2011
- Jan Michael Laursen
- (2012?)-2014 Ulla Riisbjerg Thomsen, leder af lærer- og pædagoguddannelsen i Jelling
- 2015- Annette Falk, leder af lærer- og pædagoguddannelsen i Jelling

## Kendte dimittender
- 1857 Peter Nielsen, botaniker.
- 1858 Rasmus J. Holm, seminarieforstander og Ridder af Dannebrog.
- 1860 Niels Thomsen, senere forstander for Odense Seminarium.
- 1864 Julius Villiam Gudmand-Høyer, lærer, bibliotekar og forfatter og skuespiller.
- 1893 Ejler Møller, forstander for Odense Seminarium og forfatter af romaner og skuespil.
- 1895 Jens Laursøn Emborg, lærer, komponist og organist.
- 1896 Thomas Madsen-Mygdal, Landstingsmedlem, Landbrugsminister fra 1920-1924 og Statsminister fra 1926-1929 (Venstre).
- 1909 Harald Smith, forstander for Ranum Seminarium og Odense Seminarium.
- 2005 Torben Chris, standupkomiker.

Blandt seminariets tidligere elever findes en række kendte fodboldspillere fra Vejle Boldklub som Erling Sørensen, Tommy Troelsen, Ole Fritsen, Ulrik le Fevre og Kaj Poulsen.